# Била Влака
Била Влака (хорв. Bila Vlaka) — населений пункт у Хорватії, у Задарській жупанії у складі громади Станковці.

## Населення
Населення за даними перепису 2011 року становило 164 осіб.
Динаміка чисельності населення поселення:

## Клімат
Середня річна температура становить 14,08 °C, середня максимальна – 28,95 °C, а середня мінімальна – -0,28 °C. Середня річна кількість опадів – 823 мм.
| Клімат поселення                              | Клімат поселення | Клімат поселення | Клімат поселення | Клімат поселення | Клімат поселення | Клімат поселення | Клімат поселення | Клімат поселення | Клімат поселення | Клімат поселення | Клімат поселення | Клімат поселення | Клімат поселення |
| Показник                                      | Січ.             | Лют.             | Бер.             | Квіт.            | Трав.            | Черв.            | Лип.             | Серп.            | Вер.             | Жовт.            | Лист.            | Груд.            |                  |
| Середній максимум, °C                         | 10,35            | 11,42            | 14,22            | 17,56            | 22,46            | 26,33            | 28,95            | 28,52            | 24,25            | 19,85            | 14,16            | 11,12            |                  |
| Середня температура, °C                       | 5,04             | 6,13             | 8,90             | 12,23            | 17,14            | 21,00            | 24,23            | 23,79            | 19,52            | 15,13            | 9,43             | 6,40             |                  |
| Середній мінімум, °C                          | −0,28            | 0,80             | 3,59             | 6,93             | 11,82            | 15,68            | 19,50            | 19,07            | 14,81            | 10,41            | 4,72             | 1,67             |                  |
| Норма опадів, мм                              | 70               | 62               | 68               | 73               | 60               | 56               | 32               | 47               | 83               | 90               | 98               | 84               |                  |
| Середньомісячна швидкість вітру, м/с          | 2.34             | 2.51             | 2.72             | 2.64             | 2.32             | 2.10             | 2.14             | 1.97             | 2.13             | 2.20             | 2.63             | 2.56             |                  |
| Середньомісячна сонячна радіація, кДж/м²·день | 5171             | 7935             | 11569            | 16290            | 20377            | 22675            | 24353            | 21280            | 15842            | 10137            | 5627             | 4409             |                  |
| --------------------------------------------- | ---------------- | ---------------- | ---------------- | ---------------- | ---------------- | ---------------- | ---------------- | ---------------- | ---------------- | ---------------- | ---------------- | ---------------- | ---------------- |
| Джерело:                                      |                  |                  |                  |                  |                  |                  |                  |                  |                  |                  |                  |                  |                  |